# Plaque d'identité militaire
 (janvier 2024).
Si vous disposez d'ouvrages ou d'articles de référence ou si vous connaissez des sites web de qualité traitant du thème abordé ici, merci de compléter l'article en donnant les références utiles à sa vérifiabilité et en les liant à la section « Notes et références ».
 (août 2014).

Plaques d'identité des officiers de l'armée polonaise tués par l'Union soviétique lors du massacre de Katyn, découvertes dans les charniers de Kharkiv.

La plaque d'identité militaire est un élément de l'uniforme militaire qui permet d'identifier la personne qui la porte en cas de décès. Dans certaines armées, la plaque d'identité militaire comporte également d'autres informations comme le numéro de sécurité sociale ou le matricule militaire, le groupe sanguin ou encore la religion du soldat.
Les plaques d’identité sont couramment appelées « dog tags » (en français « plaques pour chien ») dans le jargon militaire anglophone.

## Histoire

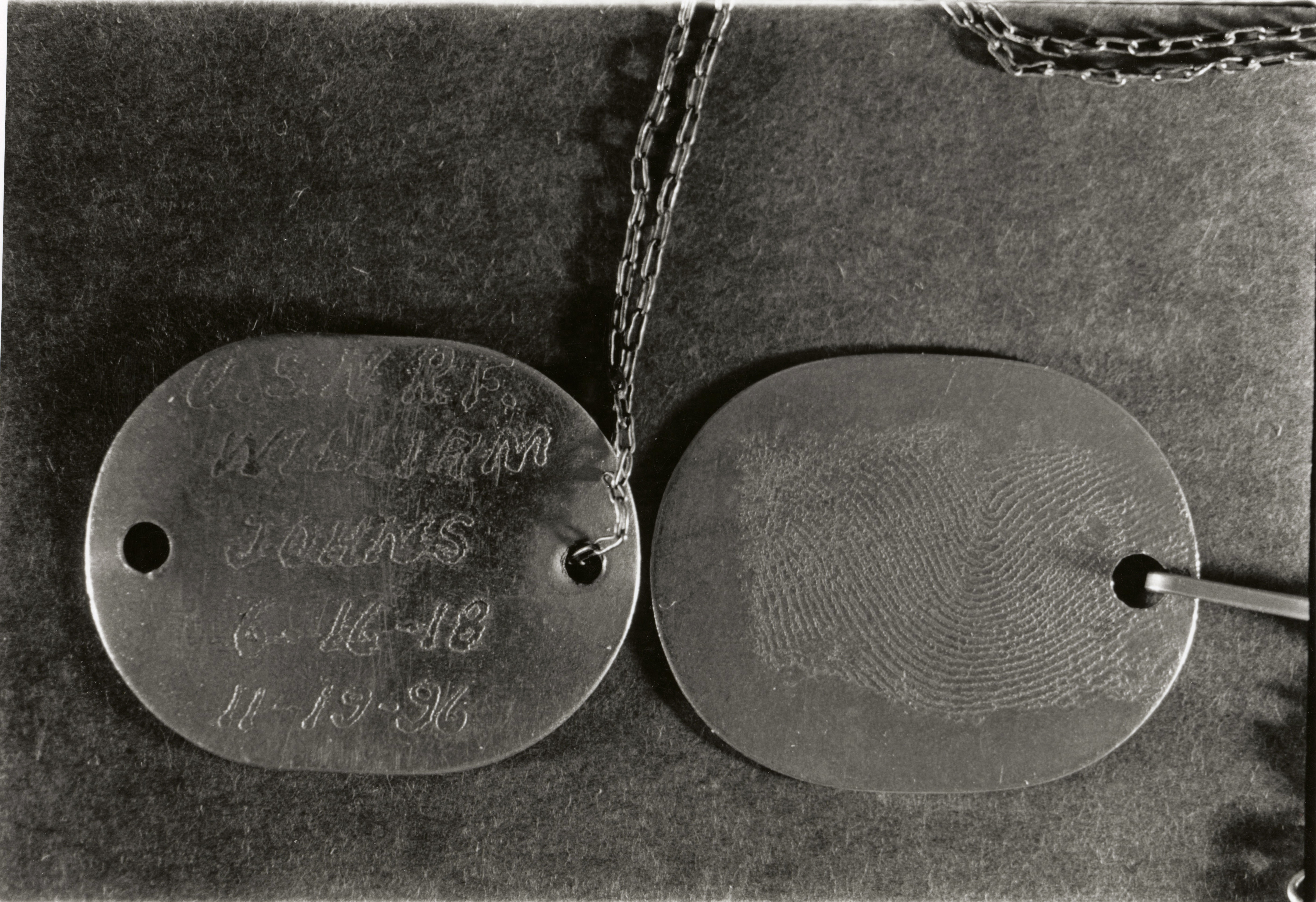
Plaque d'identité militaire de soldat de la marine américaine de la Première Guerre mondiale, avec une tentative de gravage à l'acide d'une empreinte digitale de pouce sur le revers.

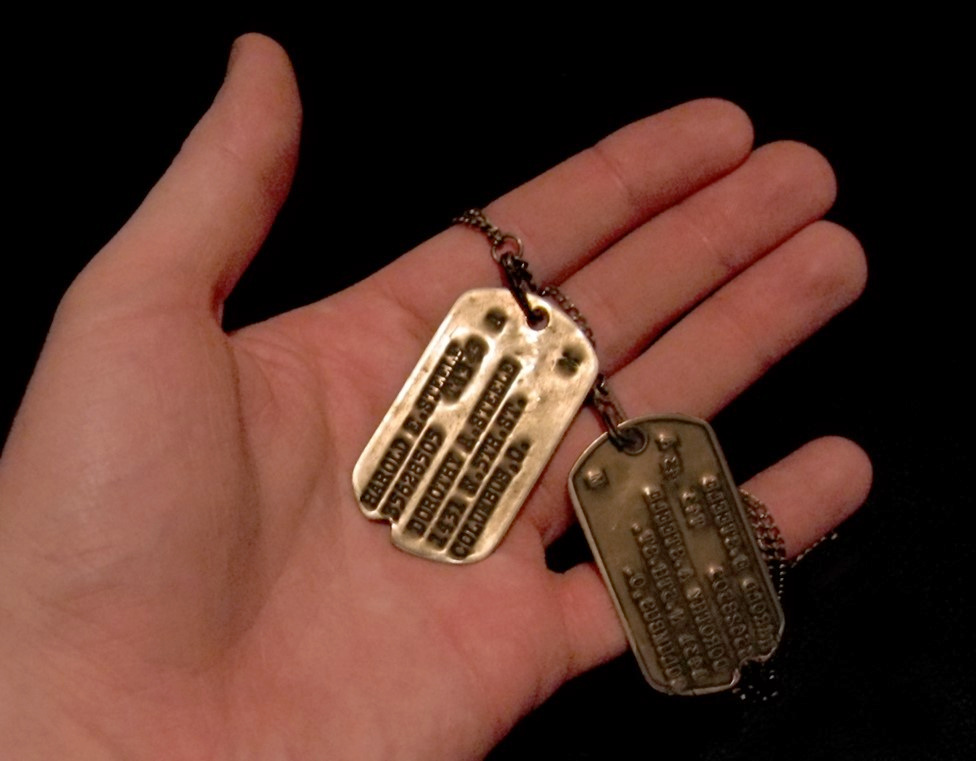
Plaque d'identité militaire d'un soldat américain, modèle utilisé pendant la Seconde Guerre mondiale.

Pendant la Guerre de Sécession (1861-1865), quelques soldats ont fixé les notes de papier avec leur adresse aux dos de leurs manteaux. D'autres identifications ont été utilisées par les soldats sur leurs sacs à dos ou sur le support de la boucle de ceinture.
Du côté allemand, il semblerait que l’idée de doter les soldats d’un moyen d’identification viendrait d’un artisan de Berlin qui aurait proposé[Quand ?] au Ministère de la Guerre d’équiper ses hommes d’une plaque d’identité, reprenant plus ou moins l’exemple de la « plaque des chiens » (une sorte de timbre fiscal prouvant que le maître de l’animal avait bien payé la taxe).
Des fabricants d’insignes ont remarqué un marché et ont commencé à en fournir périodiquement. Leurs plaques ont été habituellement formées pour indiquer un corps d’armée, gravées avec le nom et l'unité du soldat.
Des plaques métalliques ont été également faites en laiton, percées avec un trou et habituellement ont été marquées (d'un côté) avec un aigle ou un bouclier et des expressions telles que la "guerre pour l'union" ou "la liberté, l'union, et l'égalité". L'autre côté porte le nom du soldat, l'unité et parfois une liste de batailles auxquelles il avait participé.
Un New Yorkais appelé John Kennedy a écrit à l'armée américaine en 1862, offrant de fournir des disques pour toute l'armée fédérale. Les archives nationales conservent encore la lettre ainsi que la réponse, un refus sans explication.
L'armée américaine a autorisé la première fois des plaques d'identification dans l'ordre général no. 204 du département de la guerre, daté du 20 décembre 1906 :

« Une plaque d'identification en aluminium, de la taille d'un demi-dollar argenté et de l'épaisseur appropriée, emboutie avec le nom, le rang, la compagnie, le régiment du porteur, sera portée par chaque dirigeant et homme enrôlé dans l'armée et toutes les fois où le soldat est sur le champ de bataille. 
La plaque est à suspendre au cou, sous l'habillement, par une corde ou une lanière passée par un petit trou. On la prescrit comme pièce de l'uniforme et quand elle est non utilisée comme indiqué ci-dessus sera habituellement maintenue en possession du propriétaire. 
La plaque sera publiée par le Département de la Guerre à titre gratuit aux hommes enrôlés […] »

L'armée a changé le règlement le 6 juillet 1916, de sorte que tous les hommes aient deux plaques : une reste avec le corps et l'autre doit aller à la personne responsable de l'enterrement pour la tenue d'archives. En 1918, l'armée a adopté et a réparti le système de numéro de série, et le nom.
Les numéros de série sont emboutis sur les plaques d'identification de tous les hommes enrôlés. (Le numéro de série 1 a été assigné à l'homme enrôlé Arthur B. Crean de Chicago au cours de sa cinquième période d'enrôlement).
Courant 1969, l'armée a adopté le numéro de sécurité sociale pour l'identification du personnel. Au lieu de deux plaques, quelques armées nationales en utilisent une seule avec une moitié qui peut être facilement séparée.
Après la Seconde Guerre mondiale, le département des marines a adopté les dog tags employées par les Armées de Terre et de l'Air; une forme et une taille uniques sont ainsi devenues la norme américaine.
Pendant la guerre du Viêt Nam, les soldats ont été autorisés à placer des silencieux (silencer en anglais) en caoutchouc sur leurs dog tags de sorte que l'ennemi n'entende pas le bruit métallique. D'autres ont attaché du ruban adhésif aux deux plaques. D'autres encore ont choisi de porter une plaque autour du cou et l'autre plaque sur le lacet.
Les dog tags font traditionnellement partie des éléments utilisés pour rendre les honneurs aux soldats morts sur le champ de bataille. Le fusil du soldat monté avec la baïonnette est tenu verticalement, avec le casque au-dessus. Les dog tags sont alors accrochées à la poignée ou à la garde du fusil.
Récemment, l'armée a cessé d'appeler les plaques dog tags et a adopté l'appellation ID tags (plaques d'identité).

## Concept
La plaque d'identité militaire est portée au moyen d'une chaîne en métal autour du cou, et comporte au moins le nom et le prénom du soldat. 
Durant la Seconde Guerre mondiale, la date de la dernière vaccination antitétanique du soldat a été ajoutée comme renseignement personnel. Notons que l'usage d'une plaque est principalement employée pour l'identification des morts et des blessés.
Le port des dog tags est exigé à tout moment par les soldats sur le terrain. La plaque est toujours constituée en deux parties. Une, amovible, est facilement récupérable (brisure) par une tierce personne sur le soldat décédé. Elle porte des informations permettant à l’office compétent d'établir un bilan des pertes même, au cas où le corps n'aurait pu être récupéré. La seconde partie demeure, en principe, en permanence avec la dépouille. L'objet est ainsi inhumé avec le corps ; éventuellement cloué à même le cercueil. La plaque matricule contient les informations nécessaires au service de gestion des corps (nom, religion, date de naissance).
Sur le modèle américain, la partie restant sur le corps est attachée à une chaîne placée autour du cou du soldat. La partie amovible est, quant à elle, rattachée par une petite chaîne (facile à casser) à la chaîne principale. Les entrechoquements (bruits) entre les plaques entraînent un cliquetis que les soldats éliminent.
Sur un autre modèle plus courant (utilisé entre autres par les armées française, canadienne ou israélienne) c'est une plaque perforée qui peut être facilement cassée pour que l'officier puisse récupérer sa partie et laisser l'autre qui est reliée à la chaîne.

### Exemples de marquage militaire
- United States Air Force | USAF Format 1 :
  - Nom, prénom, initiale du 2e prénom.
  - Numéro matricule
  - Groupe sanguin.
  - ligne vierge.
  - Religion (ou "NO PREFERENCE" en cas de personne athée).
- United States Air Force | USAF Format 2 :
  - Nom.
  - Prénom, initiale du 2e prénom.
  - Numéro Matricule
  - Groupe sanguin.
  - Religion (ou "NO PREFERENCE" en cas de personne athée).
- US Marine Corps | USMC :
  - Nom.
  - Prénom, initiale du 2e prénom (parfois juste les initiales des deux prénoms), groupe sanguin.
  - Numéro Matricule
  - ("USMC") et la taille du masque à gaz (S, M, L).
  - Religion (ou "NO PREFERENCE" en cas de personne athée).
- US Navy :
  - Nom, prénom, initiale du 2e prénom.
  - ligne vierge.
  - Numéro Matricule
  - ligne vierge.
  - Religion (ou "NO PREFERENCE" en cas de personne athée).
- US Army :
  - Nom.
  - Prénom, initiale du 2e prénom.
  - Numéro Matricule
  - Groupe sanguin.
  - Religion (ou "NO PREFERENCE" en cas de personne athée).

## Fabrication
Depuis les années 1980, un changement a été opéré dans le mode d'impression des dog tags. Avant cette période, le système était embouti par impression de type creux. Cette version dite "indent" se retrouve sur les modèles de la Seconde Guerre mondiale, de la guerre de Corée et de celle du Viêt Nam.
Pendant les années '80, l'armée a adopté l'impression gravée en relief dite "emboss" qui permet une lecture bien plus claire des informations marquées sur les plaques. Ce type de gravure est toujours utilisé dans l'armée américaine.

## Culture populaire

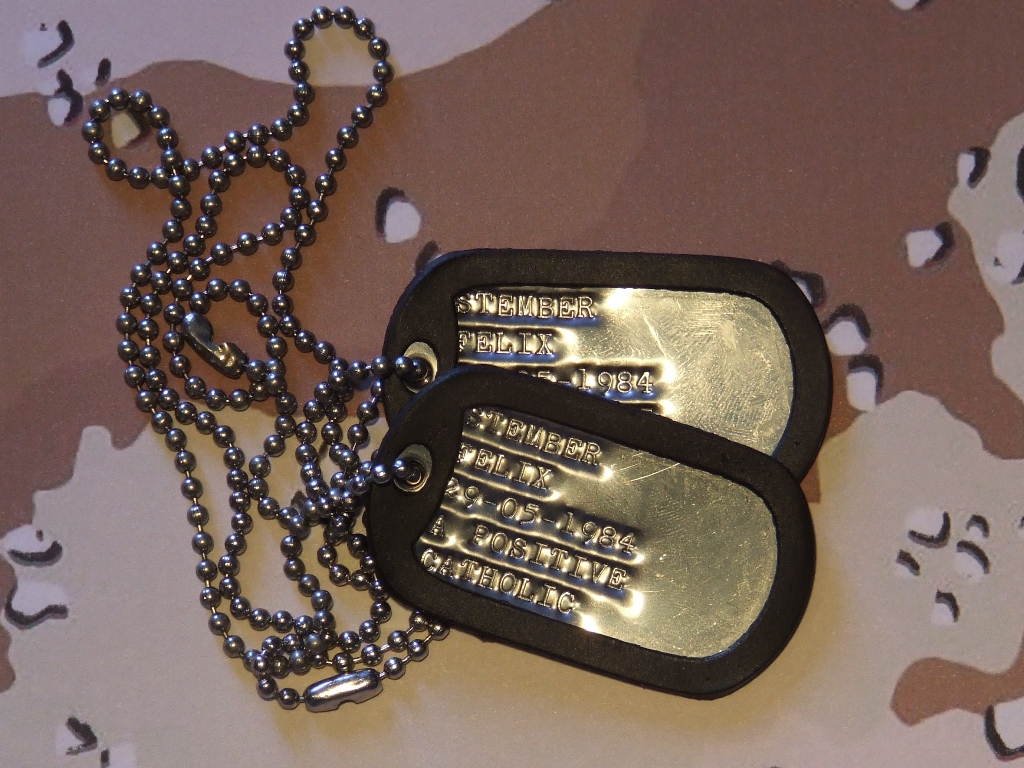
Plaques d'identité militaire de fabrication civile, accessoire à la mode dans les années 1990.

Depuis les années 1990, les dog tags sont entrées dans la culture populaire, grâce au cinéma et plus particulièrement aux films de guerre. Le sujet du conflit vietnamien reste un exemple de l'utilisation des dog tags au cinéma. Depuis que le cinéma essaie de reconstituer de manière réaliste les conflits militaires, des productions comme Platoon, Apocalypse Now et d'autres font la part belle aux dog tags, devenues des accessoires à certains films de guerre. Cette popularisation des dog tags par le cinéma a généré une demande commerciale.